# François-Xavier Gillot
Pour les articles homonymes, voir Gillot.
François-Xavier Gillot, surnommé "le Docteur Gillot", est un médecin, érudit et philanthrope,  botaniste et mycologue français, né le 12 septembre 1842 à Autun où il est mort le 8 octobre 1910 d'une congestion.

## Biographie
François-Xavier Gillot passe son enfance à Roussillon-en-Morvan, étudiant au petit séminaire d'Autun, il fait ses études de médecine à Paris et sortira 6e du concours d'internat en 1865. Revenu à Autun en 1869, il épouse en 1870 Marie Vieillard Baron.
Médecin du  Cardinal Perraud, médecin légiste, et médecin de la compagnie PLM (Compagnie des chemins de fer de Paris à Lyon et à la Méditerranée), il fonde la société d'histoire naturelle d'Autun. Il collecte un herbier conséquent, et certaines plantes portent son nom. Il appartient à 19 sociétés savantes et préside pendant 25 ans le Muséum d'histoire naturelle d'Autun. Il est médaillé d'or de l'Académie de Dijon.

## Naturaliste et mycologue
Son goût pour la botanique se révèle très tôt en accompagnant son père, régisseur, qui surveillait de vastes propriétés. Il débute bientôt un herbier sous la direction de l’abbé Lequin qui le présente à Adolphe Brongniart (professeur de botanique au Muséum).
Gillot  n’est  jamais arrêté par les frontières : très vite la flore locale étudiée, il passe à  « la France d’abord, puis à une partie de l’Europe, voire à l’Algérie et à la Tunisie ». Il est fait mention de « cinq cent vingt excursions scientifiques », publiant « quantité de notes sur les sujets les plus variés ».

## Publications
- Catalogue raisonné des champignons supérieurs (hyménomycètes) des environs d'Autun et du département de Saône-et-Loire, 3 vol. (coauteur capitaine L. Lucand) Autun, 1891, Impr. Dejussieu et  Paris , P. Klincksieck,  482 p.  lire en ligne sur Gallica
- Florule raisonnée du Brionnais,Autun, 1908,  Dejussieu, 1908, 213 p.(co-auteurs Q. Ormezzano et E. Château)
- Étude des flores adventices, adventicité et naturalisation, Lons-le-Saunier, 1900,  impr. de L. Declume, 16 p.
- Étude sur la flore du Beaujolais, Lyon, 1990, H. Georg, 30 p.